# دوغيجان
دوغيجان هي قرية في مقاطعة مرند، إيران. عدد سكان هذه القرية هو 895 في سنة 2006.